# Conus kulkulcan
Conus kulkulcan é uma espécie de gastrópode do gênero Conus, pertencente à família Conidae.